# Brisinga parallela
Brisinga parallela is een zeester uit de familie Brisingidae.
De wetenschappelijke naam van de soort werd in 1909 gepubliceerd door René Koehler. De beschrijving was gebaseerd op één enkele arm die was opgehaald van een diepte van 568 vadem (1039 meter) op een positie van 6°57'N, 79°33'O in de Laccadivenzee, ten westen van Sri Lanka, tijdens een onderzoeksexpeditie met het Indische onderzoeksvaartuig Investigator (bemonsteringsstation 334).